# Pero adrastaria
Pero adrastaria är en fjärilsart som beskrevs av Charles Oberthür 1883. Pero adrastaria ingår i släktet Pero och familjen mätare. Inga underarter finns listade i Catalogue of Life.